# Ideale di bellezza femminile
L’ideale di bellezza femminile è un insieme specifico di standard di bellezza riguardanti tratti radicati nelle donne per tutta la vita e fin dalla giovane età per aumentare la loro attrattività fisica percepita.
È un fenomeno sperimentato da molte donne nel mondo, anche se le caratteristiche cambiano nel tempo e variano a seconda del paese e della cultura.
Molti standard di bellezza in tutto il mondo, come il colore della pelle (chiara  o abbronzata), le unghie lunghe e ben curate e la fasciatura dei piedi, si basano principalmente su rappresentazioni sia dello stile di vita sia dello status sociale o classismo.
Lo standard di bellezza prevalente per le donne è eteronormativo, ma si discute fino a che punto abbia influenzato le donne lesbiche e bisessuali.
I tratti ideali di bellezza femminile includono ma non sono limitati a: forma del corpo femminile, caratteristiche del viso, colore della pelle, statura, stile dell'abbigliamento, pettinatura e peso corporeo.
Per emulare tali tratti desiderabili, le donne hanno scelto di sottoporsi a pratiche di alterazione del viso e del corpo di varia gravità. Alcune di queste pratiche includono: chirurgia plastica, sbiancamento della pelle, fasciatura dei piedi, anelli al collo, depilazione, trucco, installazioni di parrucche, laccatura dei denti, abbronzatura, corsetteria, ecc.
Con le fiabe, i mass media, la pubblicità, la moda e le bambole incentrate sulla bellezza come le Barbie che giocano un ruolo di primo piano nella vita delle donne, si aggiunge la pressione a conformarsi all'ideale di bellezza femminile a partire dalla giovane età. Gestire la pressione per conformarsi ad una certa definizione di "bello" può avere effetti psicologici su un individuo, come depressione, disturbi alimentari, dismorfismo corporeo e bassa autostima che può iniziare a partire dall'adolescenza e proseguire fino all'età adulta.